# Кавга на древните и модерните
Kавгата на древните и модерните e отчетливо протекъл дебат във френските интелектуални среди от края на 17 и началото на 18 век. От страната на древните се твърди, че творбите от античността трябва да остават като образец, към който да се придържат новите. Модерните от своя страна настоявят, че иновирането е допустимо не само в съдържанията, но и във формите. Зад естетическата проблематика на дебата се очертват по-дълбоките исторически промени, схващани като изчерпване на Ренесанса и преминаването към просвещенчески нагласи.

## Хронология
Кавгата започва отчетливо по повод стихове на Шарл Перо, които изтъкват превъзходството на съвременната (тогава – модерна) литература. В края на 1687 г. излиза първата част от неговите Паралели на древните и модерните. По-рано същата година, другият влиятелен поддръжник на модерността, Фонтенел, е публикувал Отклонение относно древните и модерните.
Боало се изявява като основния пресдтавител на консервативната опозиция, която има силни позиции не само в академията, но и в обществото. Расин, който адаптира древни трагедии за френската театрална сцена става пример за традиционалистките нагласи.
На страната на древните заставт още Лафонтен, Фенелон и Лабрюйер.
Техни опоненти, освен Перо и Фонтенел, са още Пиер Бейл и Удар дьо ла Мот.
Макар че Перо и Боало официално се помиряват, прегръщат се публично в 1694, дискусиите в обществото продължават.
В 1714 за кратко възниква една т.нар. „Кавга за Омир“, по повод осъвременения и съкратен превод на Ан Дасие.
Осемнадесетият век и Просвещението се считат за подбеда на Модерните, макар че с Романтизма привържениците на древността успяват да напомнят за себе си. Отзвук и аналогии с протеклата във франция „кавга“ се откриват и в други европейски страни.

## Тези и позиции
Аргумент на модерните е, че древността не познава поне три ключови изобретения; компасът, барутът и разпростанението на книгопечатането. С това се илюстрира по-абстрактната идеята за прогрес. Картезианството и математизираното природознание са главните елементи в новата идеология.
Защитниците на древността се опират на традицията и авторитетите, с които се легитимират и които поддържат. Религиозните войни, опустушили Европа след възхода на протестантството, са аргумент срещу промените. Защитниците на древните са основно католици и те наричат без изключение 'безбожници' инакомислещите. Срещу тях обаче модерните се ползват от аргумента, че античността е езическа.
1. ↑  „кавга“ е точният превод и названието идва от каламбур (игра на думи) подменящ с кавга (fr.: querelle; фонетично, 'кьорел') думата „паралел“ в поредицата Паралели на древните и модерните (Parallele des anciens et des modernes)
2. ↑  Lanson G., (1894) Histoire de la litterature francaise  Paris:, p 595 – 9
3. ↑  Anne-Marie Lecoq, La Querelle des Anciens et des Modernes: XVIIe-XVIIIe siecle, Precede d’un essai de Marc Fumaroli, suivi d’une postface de Jean Robert Armogathe. Paris, Gallimard, 2001
4. ↑  Perrault, C., Parallèle des Anciens et des Modernes, T.1 – 4 Paris: J.-B. Coignard, 1688 – 1697
5. ↑  Fontenelle B., Digression sur les anciens et les modernes in Poésies pastorales de M.D.F. (Paris, 1688), 224 – 282; reprinted in Robert Shackleton, ed., Entretiens sur la pluralité des mondes et Digression sur les anciens et les modernes (Oxford, 1955), 161 – 176.
6. ↑  Boruchoff D, The Three Greatest Inventions of Modern Times: An Idea and Its Public in: Entangled Knowledge: Scientific Discourses and Cultural Difference, ed. Klaus Hock and Gesa Mackenthun. Münster and New York: Waxmann, 2012, pp. 133 – 63.
7. ↑  Галилей с неговия Диалог за двете системи понякога се сочи като първоизточник за формулираните в кавгата позиции.

## Вж също
Levent Y., Le temps moderne: Variations sur les Anciens et les contemporains, Paris: Editions Gallimard, 2004.